# Tortella germainii
Tortella germainii är en bladmossart som beskrevs av Brotherus 1902. Tortella germainii ingår i släktet kalkmossor, och familjen Pottiaceae. Inga underarter finns listade i Catalogue of Life.